# Métabolisme du sélénium
Le métabolisme du sélénium chez l’humain est caractéristique de celui d’un oligo-élément. Les besoins journaliers sont limités, avec un apport recommandé d’au moins 40 μg j−1 et d’au plus 400 μg j−1. En deçà de 11 μg j−1, le risque de carence est important ; aux fortes doses (>  600 μg j−1) l'élément est toxique (sélénose). La forte carence provoque la maladie de Keshan et est l’un des facteurs associés à la maladie de Kashin-Beck et au crétinisme myxœdémateux.
Les principales sources de sélénium sont les viandes, poissons, céréales et noix du Brésil. Dans les régions où le sol est à faible teneur en sélénium (Keshan en Chine, Nouvelle-Zélande), un régime équilibré ne suffit pas à couvrir les besoins.  L'élimination est principalement effectuée par voie urinaire.[réf. nécessaire]